# Württemberg uralkodóinak listája
Az alábbi lista Württemberg uralkodóit tartalmazza.

## Württembergi grófság (1089–1419)
| Név                                  | Uralkodása                       | Megjegyzések |
| ------------------------------------ | -------------------------------- | ------------ |
| I. Konrád                            | gr.: 1089, †1122                 |              |
| II. Konrád                           | gr.: 1110, †1143                 |              |
| I. Lajos (* 1098)                    | gr.: 1143, †1158                 |              |
| II. Lajos (* 1137)                   | gr.: 1158, †1181                 |              |
| Hartmann (* 1160)                    | gr.: 1181, †1240. augusztus 19.  |              |
| III. Lajos (* 1166)                  | gr.: 1181, †1241                 |              |
| I. Ulrik (* 1226)                    | gr.: 1241, †1265. február 25.    |              |
| II. Ulrik (* 1254)                   | gr.: 1265, †1279. szeptember 18. |              |
| I. Eberhard (* 1265. március 13.)    | gr.: 1279, †1325. június 5.      |              |
| III. Ulrik (* 1291?)                 | gr.: 1325, †1344. július 11.     |              |
| IV. Ulrik (* 1320?)                  | gr.: 1344–1362, †1366            |              |
| II. Eberhard (* 1315?)               | gr.: 1344, †1392. március 15.    |              |
| III. Eberhard (* 1364)               | gr.: 1392, †1417. május 16.      |              |
| IV. Eberhard (* 1388. augusztus 23.) | gr.: 1417, †1419. július 2.      |              |

## A felosztott Württemberg (1419–1495)

### Württemberg–Urach
| Név                                | Uralkodása                       | Megjegyzések |
| ---------------------------------- | -------------------------------- | ------------ |
| I. Lajos (* 1412. október 31. e.)  | gr.: 1419, †1450. szeptember 23. |              |
| II. Lajos (* 1439. április 3.)     | gr.: 1450, †1457. november 3.    |              |
| V. Eberhard (* 1445. december 11.) | gr.: 1457–1495                   | ld. alant    |

### Württemberg–Stuttgart
| Név                               | Uralkodása                      | Megjegyzések |
| --------------------------------- | ------------------------------- | ------------ |
| V. Ulrik (* 1413)                 | gr.: 1419, †1480. szeptember 1. |              |
| VI. Eberhard (* 1447. február 1.) | gr.: 1480–1482                  | ld. alant    |

## Württembergi Hercegség(1495–1803)
| Név                                    | Uralkodása                       | Megjegyzések |
| -------------------------------------- | -------------------------------- | ------------ |
| V. Eberhard (2x)                       | hcg.: 1495, †1496. február 24.   |              |
| VI. Eberhard (2x)                      | hcg.: 1496, †1504. február 17.   |              |
| Ulrik (* 1487. február 8.)             | hcg.: 1504, †1550. november 6.   |              |
| Kristóf (* 1515. május 12.)            | hcg.: 1550, †1568. december 28.  |              |
| Lajos (* 1554. január 1.)              | hcg.: 1568, †1593. augusztus 28. |              |
| I. Frigyes (* 1557. augusztus 27.)     | hcg.: 1593, †1608. január 29.    |              |
| János Frigyes (* 1582. május 5.)       | hcg.: 1608, †1628. július 18.    |              |
| III. Eberhard (* 1614. december 16.)   | hcg.: 1628, †1674. július 2.     |              |
| Vilmos Lajos (* 1647. január 7.)       | hcg.: 1674, †1677. június 23.    |              |
| Eberhard Lajos (* 1676. szeptember 8.) | hcg.: 1677, †1733. október 31.   |              |
| Károly Sándor (* 1684. május 24.)      | hcg.: 1733, †1737. március 12.   |              |
| Károly Jenő (* 1728. február 11.)      | hcg.: 1737, †1793. október 24.   |              |
| Lajos Jenő (* 1731. január 6.)         | hcg.: 1793, †1795. május 20.     |              |
| II. Frigyes Jenő (* 1732. január 21.)  | hcg.: 1795, †1797. december 23.  |              |
| III. Frigyes (* 1754. november 6.)     | hcg.: 1797–1803                  | ld. alább    |

## Württembergi választófejedelemség (1803–1806)
| Név             | Uralkodása      | Megjegyzések |
| --------------- | --------------- | ------------ |
| I. Frigyes (2x) | vfj.: 1803–1806 | ld. alább    |

## Württemberg királyai (1806–1918)
A Württembergi Királyságot hivatalosan 1806-ban hozták létre, amikor I. Frigyes választófejedelem Napóleon támogatásával királlyá nyilvánította magát, miután az ország csatlakozott a Rajnai Szövetséghez. A Szent Római Birodalom felbomlása lehetővé tette a terület jogi státuszának megváltozását, és ezzel megszűnt az addigi fejedelemségi rang. A Württembergi Királyság ettől kezdve szuverén államként működött, saját dinasztiával (a Württembergi-házzal), alkotmánnyal és külpolitikával. A királyság formálisan egészen 1918-ig, az első világháborút követő német forradalomig állt fenn, amikor a monarchiát megszüntették, és a terület a weimari köztársaságon belül köztársasági tartománnyá alakult Württembergi Népi Állam néven.
| Uralkodó                | Portré | Uralkodása                             | Uralkodási évei | Megjegyzés |
| ----------------------- | ------ | -------------------------------------- | --------------- | --- |
| Württembergi-ház        |        |                                        |                 | |
| I. Frigyes (1754–1816)  |        | 1806. január 6. – 1816. október 30. †  | 10 év, 298 nap  | A Württembergi Királyság 1806. január 1-jén történt kikiáltását követően ő lesz Württemberg első királya.                                                                                   |
| I. Vilmos (1781–1864)   |        | 1816. október 30. – 1864. június 25. † | 47 év, 239 nap  | I. Frigyes király és Auguszta Karolina braunschweig–wolfenbütteli hercegnő fia. |
| I. Károly (1823–1891)   |        | 1864. június 25. – 1891. október 6. †  | 27 év, 103 nap  | I. Vilmos király és Württembergi Paulina fia. |
| II. Vilmos (1848–1921)  |        | 1891. október 6. – 1918. november 30.  | 27 év, 55 nap   | Ő volt Württemberg utolsó királya. Mivel szüleit közeli rokoni viszony fűzte egymáshoz, így II. Vilmos apai ágról Frigyes király dédunokája, míg anyai ágról I. Vilmos király unokája volt. |
| Württembergi Népi Állam |        |                                        |                 | |

## Fordítás
- Ez a szócikk részben vagy egészben  a   List of rulers of Württemberg című angol Wikipédia-szócikk fordításán alapul.  Az eredeti cikk szerkesztőit annak laptörténete sorolja fel. Ez a jelzés csupán a megfogalmazás eredetét és a szerzői jogokat jelzi, nem szolgál a cikkben szereplő információk forrásmegjelöléseként.